# Плотавська сільська рада (Алейський район)
Плота́вська сільська рада (рос. Плотавский сельский совет) — сільське поселення у складі Алейського району Алтайського краю Росії.
Адміністративний центр та єдиний населений пункт — село Плотава.

## Населення
Населення — 400 осіб (2019; 509 в 2010, 598 у 2002).